# Aage Bretting
Aage Einar Bretting, född 17 januari 1888 i Struer, Danmark, död 3 juli 1968, var en dansk civilingenjör i väg- och vattenbyggnadsteknik. 
Bretting blev civilingenjör 1910 (dansk cand.polyt.-examen). Han arbetade som ingenjör på Grönland 1910‑1927 och var 1927‑1929 chef för Nydqvist & Holms mekaniska verkstäders kontor i Istanbul där en svensk-dansk grupp som konstruerade järnvägsvagnar och lokomotiv för Turkiets nyanlagda järnvägar var baserade. Han var 1940‑1958 professor i vattenbyggnadsteknik vid Danmarks Tekniske Höjskole i Köpenhamn. 
Bretting invaldes 1937 som ledamot av Akademiet for de Tekniske Videnskaber och blev 1945 utländsk ledamot av Kungliga Ingenjörsvetenskapsakademien i Stockholm.